# تپه یکله تپه
تپه یکله تپه در شهرستان همدان، بخش شراء، دهستان جیحون دشت، روستای یکله واقع شده و این اثر در تاریخ ۱۸ اسفند ۱۳۸۷ با شمارهٔ ثبت ۲۵۱۳۴ به‌عنوان یکی از آثار ملی ایران به ثبت رسیده است.